# Retired from Sad, New Career in Business
Retired from Sad, New Career in Business è il secondo album della musicista indie rock nipponico-statunitense Mitski, pubblicato nel 2013. Come il suo precedente album, Retired from Sad, New Career in Business è stato realizzato come progetto scolastico (senior project) mentre si trovava ancora al college. Ogni canzone dell'album ha un video musicale, che se composti insieme formano un filmato unico.

## Tracce
Testi e musiche di Mitski.
1. Goodbye, My Danish Sweetheart – 2:17
2. Square – 3:10
3. Strawberry Blond – 1:54
4. Humpty – 3:21
5. I Want You – 3:03
6. Shame – 2:24
7. Because Dreaming Costs Money, My Dear – 3:05
8. Circle – 2:51
9. Class of 2013 – 1:49

### Tracce bonus nella ripubblicazione
1. Square (solo piano version) – 3:10
2. Shame (Jammin' Out Solo version) – 2:33